# سیارک ۲۷۲۵۸
سیارک ۲۷۲۵۸ (به انگلیسی: 27258 Chelseavoss، نامگذاری:1999XF49)۲۷۲۵۸مین سیارک کشف شده‌است که در ۰۷ دسامبر ۱۹۹۹ کشف شد.